# Mętnik
Mętnik (niem. Hefer Fenn) – niewielkie jeziorko położone na północ od wsi Binowo w województwie zachodniopomorskim, w powiecie gryfińskim, w gminie Stare Czarnowo, na Wzgórzach Bukowych, w otulinie Puszczy Bukowej.